# 沙泰拉永普拉日站
沙泰拉永普拉日站，简称沙泰拉永站，是法国的一个铁路车站，位于法国西部海滨城市沙泰拉永普拉日。

## 位置
沙泰拉永普拉日站位于沙泰拉永普拉日市区的北部，南特－桑特铁路188.915公里处，距离拉罗谢尔大约9.9公里。车站大致呈南北走向，开口朝西。

## 站台设置
| 西↑ |      |               | 主站房 |
|     | 侧式 |               |        |
| 2道 |      | 拉罗谢尔方向→ |        |
| 1道 |      | ←罗什福尔方向 |        |
|     | 侧式 |               |        |
| 东↓ |      |               |        |

## 停靠线路
以下列车线路在沙泰拉永普拉日站停靠：
| 沙泰拉永普拉日站列车线路表 |      |          |             |              |
| 线路                       | 车种 | 上一站   | 下一站      | 大致运行频率 |
| 拉罗谢尔—昂古莱姆/波尔多   | TER  | 拉罗谢尔 | 罗什福尔    | 每天4趟左右  |
| 海豚门—罗什福尔/桑特       | TER  | 昂古兰   | 圣洛朗-福拉 | 每天10趟左右 |
| 1.                         |      |          |             |              |

## 配套交通

### 长途客车
| 停靠沙泰拉永普拉日站的大巴车 |              |                                                                    |
| 上下车地点                   | 运营单位     | 主要线路及目的地                                                   |
| 旅游局 （Office de Tourisme）                  | Les Mouettes | 22 拉罗谢尔 · 圣洛朗德拉普雷 · 富拉                                |
| 沙泰拉永普拉日站 门口        | SNCF Car TER | （当铁路线施工或罢工时，SNCF可能会提供途径该线路沿途站点的大巴车） |
| 1. 2.                        |              |                                                                    |

### 城市公共交通
| 沙泰拉永普拉日站附近的市内公共交通线路       |                      | |
| 公交车站名称                                 | 位置                 | 停靠线路 |
| Châtelaillon-Plage Gare 沙泰拉永普拉日火车站 | 沙泰拉永普拉日站门口 | 19：拉罗谢尔-白妇广场 ↔ 沙泰拉永普拉日-火车站 20：拉罗谢尔-火车站 ↔ 伊沃-莱布绍勒尔 21：泰雷-乔治·米塞 ↔ 伊沃-教堂 D6：拉罗谢尔-火车站 ↔ 伊沃-莱布绍勒尔 TAD 31（定制公交，覆盖圣维维安、滨海萨勒、泰雷、伊沃及拉雅尔讷南部部分站点） |
| 1. 2. 3.                                     |                      | |

### 社会车辆
沙泰拉永普拉日站门口设有社会车辆停车场。

## 临近车站
| 沙泰拉永普拉日站（Gare de Châtelaillon-Plage） |                |                        |
| 上行车站                                       | 线路           | 下行车站               |
| 滨海昂古兰站 3.9km ←                           | 南特－桑特铁路 | 圣洛朗-富拉站 → 11.4km |
| - 本表仅显示运营中的线路及车站                 |                |                        |